# Bryum billetii
Bryum billetii är en bladmossart som beskrevs av Bescherelle 1898. Bryum billetii ingår i släktet bryummossor, och familjen Bryaceae. Inga underarter finns listade i Catalogue of Life.